# Орлов, Борис Николаевич (биолог)
Борис Николаевич Орлов (2 сентября 1935, Горький — 2012) — советский и российский биолог.
Доктор биологических наук (1972), профессор (1974), на протяжении почти 40 лет последовательно заведовал кафедрами физиологии и биохимии Нижегородского государственного университета имени Н. И. Лобачевского и Нижегородской государственной сельскохозяйственной академии. Заслуженный деятель науки РФ (1995). Лауреат премии Правительства РФ в области образования (2001).

## Биография
Отец погиб на войне. Чтобы помогать семье, после окончания семилетки Б. Орлов поступил в радиотехникум, а потом устроился на завод. Будучи радиотехником он три года отработал радиорегулировщиком в цехах телевизионного завода имени Ленина и радиоприборостроительного завода имени Фрунзе.
Окончил с отличием биологический факультет Горьковского государственного университета имени Н. И. Лобачевского (ныне Нижегородский госуниверситет, ННГУ) в 1960 году как биолог-физиолог. Сразу же затем был зачислен в аспирантуру под начало профессора Н. М. Артёмова, чьим учеником, как и воспитанником научной школы академика Х. С. Коштоянца, указывают Б. Н. Орлова. Окончил аспирантуру в 1963 году. Работал ассистентом, затем доцентом.
В 1968—1971 гг. декан биологического факультета ННГУ.
В 1972 году защитил докторскую диссертацию.
В 1974—1989 гг. заведующий кафедрой физиологии и биохимии человека и животных ННГУ, преемник в этой должности профессора Н. М. Артёмова.
В 1988—2012 годах заведующий кафедрой физиологии и биохимии животных Нижегородской государственной сельскохозяйственной академии, сменил в этой должности ушедшего на пенсию А. И. Баранова, одновременно в ней являвшегося ректором академии. Б. Н. Орлова в свою очередь на посту завкафедрой сменит проф. А. Г. Самоделкин, также одновременно будучий ректором академии.
Являлся председателем специализированного ученого совета по защите докторских диссертаций при Нижегородской государственной сельскохозяйственной академии, заместителем председателя Межведомственного научно-методического совета по апидологии и членом бюро секции пчеловодства Российской академии сельскохозяйственных наук.
Редактор периодического межвузовского издания «Механизмы действия зоотоксинов» ГГУ им. Н. И. Лобачевского (1974—1986).
Под его руководством защищены более 50 докторских и кандидатских диссертаций.
Один из организаторов первого Международного симпозиума по апитерапии (1971) и Международного славяно-евразийского конгресса (Н. Новгород, 1994) и др. съездов и конференций.
Участник 15 международных конгрессов по пчеловодству и симпозиумов по апитерапии.
Среди своих научных интересов Б. Н. Орлов выделял эколого-химические и физические факторы эволюции, природные биологически активные вещества (продукты пчеловодства, зоотоксины), а также биологическую роль электромагнитных излучений.
Как отмечают, Б. Н. Орлов наряду с Н. М. Артёмовым и В. Н. Крыловым внёс существенный вклад в разработку фундаментальных основ апитерапии. Орлову довелось принимать участие в лечении пчелоужалениями советского лидера Л. И. Брежнева.
За свою жизнь он посетил многие места мира. Получал предложение работы в США с созданием научного центра в Филадельфии, однако отказался.
Автор 400 опубликованных научных работ, в том числе 20 монографий, учебников и учебных пособий.
Около 30 его разработок выполнено на уровне изобретений и защищено авторскими свидетельствами, патентами. Им разработаны крем «Софья» с пчелиным ядом и препарат «Унгапивен» на основе пчелиного яда.
Награды: медаль «Ветеран труда» (1983), почетный знак «Изобретатель СССР» (1985), орден Петра Великого Европейской академии естественных наук (Германия, 2006), почётные грамоты МСХ (2000) и губернатора Нижегородской области (2004).
Также награжден золотой медалью им. Н. И. Вавилова и за заслуги в изобретательстве медалью А. Нобеля.
Почетный работник высшего образования России (1996).
Действительный член (академик) Европейской академии естественных наук (г. Ганновер, Германия) и др..

## Труды
Монографии
- Яды змей (токсикологические, биохимические и патофизиологические аспекты) / Б. Н. Орлов, И. А. Вальцева. — Ташкент : «Медицина» УзССР, 1977. — 252 с.
- Б. Н. Орлов, Д. Б. Гелашвили, «Зоотоксинология (ядовитые животные и их яды)» (Москва: «Высшая школа», 1985), 280 с.
- Б. Н. Орлов, Д. Б. Гелашвили, А. К. Ибрагимов, «Ядовитые животные и растения СССР» (Москва: «Высшая школа», 1990), 272 с. ISBN 5-06-001027-9
- А. В. Чурмасов, Б. Н. Орлов, «Биологическая роль оптических излучений» (Нижний Новгород, 1999), 319 с.
- Асафова Н. Н., Орлов Б. Н., Козин Р. Б. Физиологически активные продукты пчелиной семьи: общебиологические и эколого-химические аспекты. Физиологическое обоснование практического применения / Под ред. Б. Н. Орлова. — Нижний Новгород, 2001. — 360 с. — ISBN 5-93529-005-7
- Б. Н. Орлов, Ш. М. Омаров, «Апитерапия и здоровье человека» (Махачкала, 2006), 572 с.
- Орлов Б. Н., Асафова Н. Н., Угринович Н. В., Козин Р. Б., Иващенко М. Н., «Энциклопедия меда» (Нижний Новгород, 2006), 968 с.
- Б. Н. Орлов, Н. В. Корнева, «Прополис и воск — пчелам и человеку» (Н. Новгород, 2009), 192 с.
- Б. Н. Орлов, В. Г. Егорашин, «Цветочная пыльца — обножка-перга» (Н. Новгород, 2009), 176 с.
- Б. Н. Орлов, А. В. Казаков, «Биологические основы действия электромагнитных излучений на организм» (Н. Новгород, 2009), 240 с.
- Маточное молочко пчел как универсальный биорегулятор : (общебиологические, эволюционные и эколого-химические аспекты; технология получения, биологические свойства; физиологическое обоснование практического использования; применение в медицине, косметологии и других отраслях) / Б. Н. Орлов, М. Н. Иващенко; под ред. Б. Н. Орлова. — Нижний Новгород : «ДЕКОМ», 2010. — 184 с. — ISBN 978-5-89533-224-5

Другие работы
- Орлов Б. Н., Крылов В. Н. Процессы макро- и микроциркуляции в организме. Учебное пособие. Нижний Новгород: Изд-во ГГУ, 1979. 90 с.
- Орлов Б. Н. Ядовитые животные и растения СССР / Б. Н. Орлов, Д. Б. Гелашвили, М. А. Кузнецова. — Горький: Изд-во ГГУ, 1981. — 92 с.
- Орлов Б. Н. Пептидергические механизмы нейроэндокринной регуляции функций организма: Учебное пособие / Б. Н. Орлов, С. Б. Парин. — Горький: ГГУ, 1986. — 82 с.
- Очерки практической апифитокосметологии : пчелы и лекарственные растения на службе здоровья и красоты / Б. Н. Орлов, Ш. М. Омаров, Н. В. Корнева; под общ. ред. Б. Н. Орлова ; М-во сел. хоз-ва РФ, Нижегор. гос. с.-х. акад. — Нижний Новгород : Деком, 2011. — 316 с. — ISBN 978-5-89533-241-2